# Chong Yee-Voon

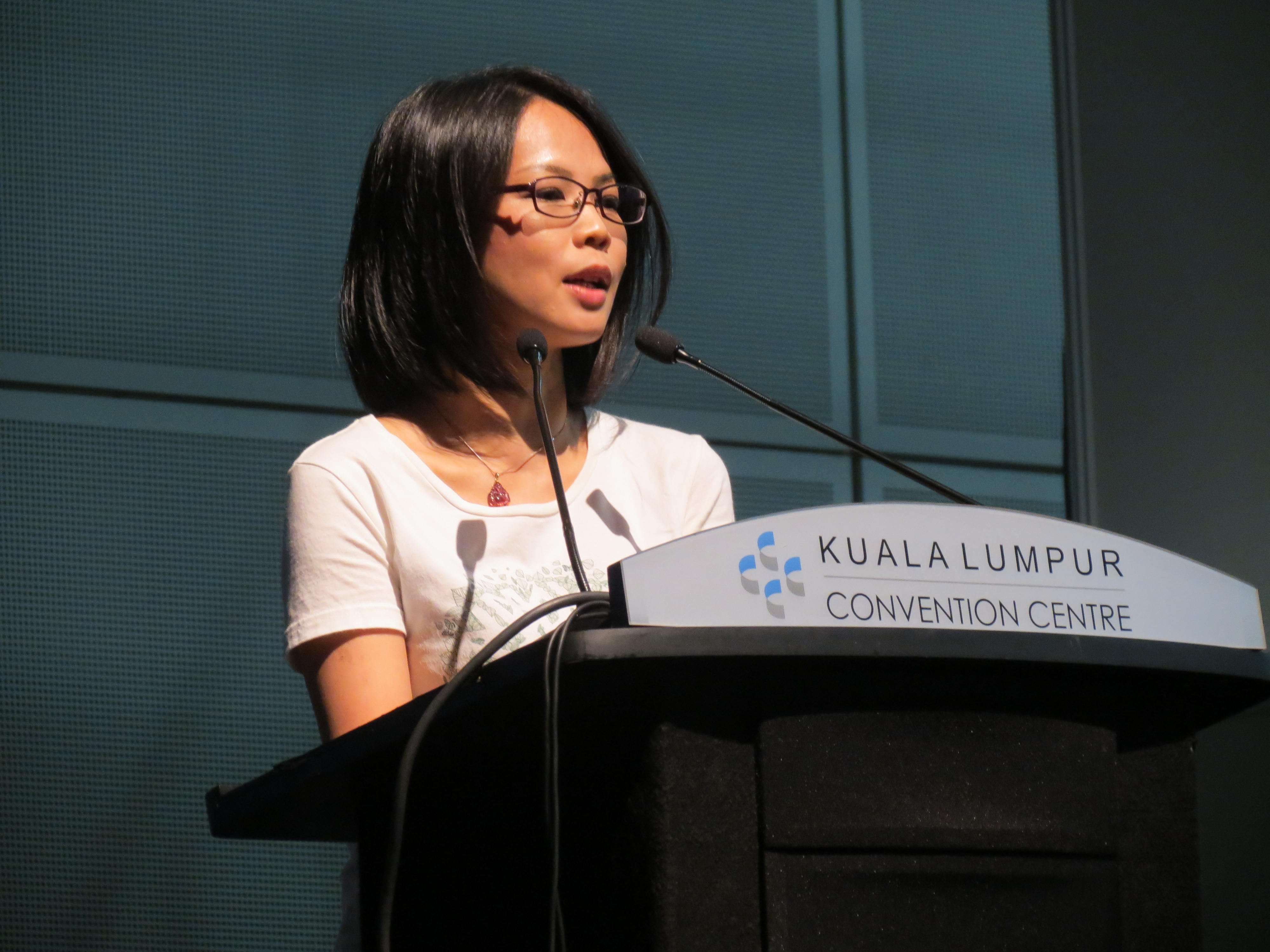
Chong Yee-Voon, 2015

 Chong Yee-Voon (chinesisch 鍾怡雯, Pinyin Zhōng Yíwén; * 13. Februar 1969 in Ipoh, Perak) ist eine malaysische Autorin chinesischer Abstammung. Sie ist Professorin der chinesischen Philologie (Sinologie) in Yuan Ze Universität, Taiwan.
Sie studierte an der Nationalen Pädagogischen Universität Taiwan.

## Schriften
- 1995:河宴
- 1998:垂釣睡眠
- 2000:聽說
- 2002:我和我豢養的宇宙
- 2005:飄浮書房
- 2007:野半島
- 2008:陽光如此明媚
- 2010:陳義芝編選
- 2014:麻雀樹